# Down Tor

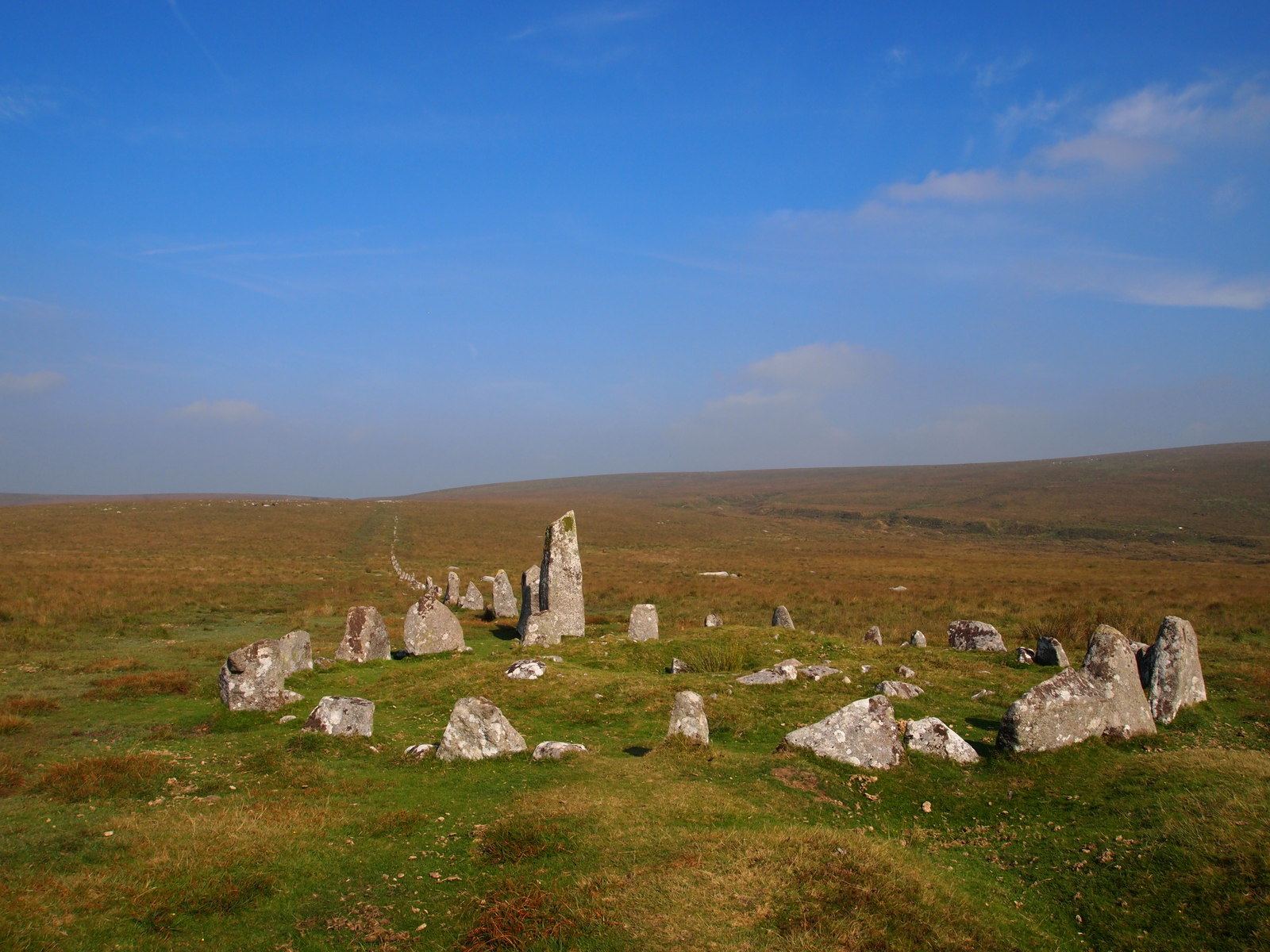
Down Tor

Down Tor é um tor em Dartmoor, Inglaterra, em GR 581694, a uma altura de 366 m (1,201 ft), com vista para o reservatório Burrator.